# 285
Cette page concerne l'année 285  du calendrier julien. Pour l'année 285 av. J.-C., voir 285 av. J.-C. Pour le nombre 285, voir 285 (nombre).
L'année 285 est une année commune qui commence un jeudi.

## Événements
- 1er janvier : troisième consulat de Carin qu'il partage avec Aristobulus. Il se dirige ensuite vers la Pannonie pour combattre l'usurpateur Marcus Aurelius Julianus, gouverneur de Vénétie qui a pris la pourpre à Siscia. Il bat et tue Julianus à Vérone, probablement à la fin de l'hiver, avant de marcher vers l'est pour négocier avec Dioclétien[1].
- Janvier-février[2] : début du soulèvement des Bagaudes en Gaule du Nord, entre Seine et Loire, sous la direction de deux chefs Aelianus, puis Amandus. Ce sont des paysans, des colons, des esclaves poussés à la révolte par la misère et la pression fiscale[3].
- 1er avril ? : bataille du Margus, en Mésie. Carin, victorieux, est assassiné par un tribun. Dioclétien reste seul empereur[1].
- Juin [1]? ou 25 juillet[2] : Dioclétien se donne un collègue à Milan, Maximien, et partage la pourpre avec lui à Nicomédie. L'Empire romain est divisé en deux[1].
- Novembre : Maximien intervient en Gaule où il écrase les Bagaudes[4] ; par une habile manœuvre, il réussit à les bloquer à Saint-Maur, dans la vallée de la Marne avant la fin de l’année[2].

- Dioclétien défend la frontière du Danube. Il prend le titre de Germanicus Maximus à l'issue de sa campagne (286)[1].
- Dioclétien rend le service militaire obligatoire pour tous les citoyens romains[5].
- Égypte : Antoine part vivre en ermite à Pispir, en plein désert. Il fonde les premières communautés d'ermites[6].

## Décès en 285
- Carin.